# Forbacher Bahn
| Bahnhof Forbach, Hausbahnsteig |                                       |                                                |                                                |
| |                                       |                                                |                                                |
| Streckennummer (DB): | 3231                                  |                                                |                                                |
| Streckennummer (SNCF): | 172 000                               |                                                |                                                |
| Kursbuchstrecke (DB): | 682 / 267 (bis 1945)                  |                                                |                                                |
| Kursbuchstrecke (SNCF): | 151                                   |                                                |                                                |
| Kursbuchstrecke: | 265b (Saarbrücken Hbf – Forbach 1946) |                                                |                                                |
| Streckenlänge: | 56,7 km                               |                                                |                                                |
| Spurweite: | 1435 mm (Normalspur)                  |                                                |                                                |
| Stromsystem: | (D) 15 kV 16,7 Hz ~ (F) 25 kV 50 Hz ~ |                                                |                                                |
| Streckengeschwindigkeit: | 130 km/h                              |                                                |                                                |
| |                                       |                                                |                                                |
| \| \| \| von Mannheim und von Sarreguemines \| \| \| \| 0,0 \| Saarbrücken Hbf (Bft) \| 208 m \| \| \| \| nach Wemmetsweiler \| \| \| \| \| nach Trier \| \| \| \| 1,9 \| (B 51) \| (B 51) \| \| \| \| Saarbahn-Anschlussstelle mit Systemtrennstelle \| \| \| \| \| von Trier \| \| \| \| 2,3 \| Saar \| Saar \| \| \| 2,5 \| A 620 \| A 620 \| \| \| \| nach Fürstenhausen \| \| \| \| 5,3 51,4 \| Staatsgrenze Deutschland–Frankreich \| Staatsgrenze Deutschland–Frankreich \| \| \| 49,8 \| Stiring-Wendel \| 213 m \| \| \| 47,2 \| Forbach \| 220 m \| \| \| \| Grubenanschluss Petite-Rosselle \| \| \| \| 42,6 \| N 3 \| N 3 \| \| \| \| A 320 \| \| \| \| 41,6 \| Cocheren \| Cocheren \| \| \| 40,1 \| von Sarreguemines \| von Sarreguemines \| \| \| 38,9 \| Béning (Beningen) \| 213 m \| \| \| \| nach Thionville und Bouzonville \| \| \| \| 38,1 \| A 4 \| A 4 \| \| \| 36,4 \| Rossel (36 m) \| Rossel (36 m) \| \| \| 34,5 \| Hombourg-Haut (Oberhomburg) \| 232 m \| \| \| 34,4 \| Rossel (16 m) \| Rossel (16 m) \| \| \| 33,2 \| Rossel (50 m) \| Rossel (50 m) \| \| \| 32,6 \| Rossel (13 m) \| Rossel (13 m) \| \| \| 27,9 \| Saint-Avold \| 262 m \| \| \| 21,8 \| Teting-sur-Nied (Tetlingen) \| 250 m \| \| \| \| Grubenanschluss St-Avold \| \| \| \| 17,2 \| Faulquemont (Falkenberg) \| 252 m \| \| \| 16,6 \| Deutsche Nied (31 m) \| Deutsche Nied (31 m) \| \| \| 12,1 \| Mainvillers (Maiweiler) \| 259 m \| \| \| 6,8 \| Herny (Herlingen) \| 241 m \| \| \| 5,7 \| zur LGV Est européenne \| zur LGV Est européenne \| \| \| \| Französische Nied (37 m) \| \| \| \| 1,1 \| von Sarrebourg \| von Sarrebourg \| \| \| 0,0 \| Rémilly (Remelach) \| 223 m \| \| \| \| nach Metz-Ville \| \| |                                       |                                                |                                                |
| Strecke |                                       | von Mannheim und von Sarreguemines             | von Mannheim und von Sarreguemines             |
| Bahnhof | 0,0                                   | Saarbrücken Hbf (Bft)                          | 208 m                                          |
| Abzweig geradeaus, nach rechts und von rechts |                                       | nach Wemmetsweiler                             | nach Wemmetsweiler                             |
| Abzweig geradeaus und nach rechts |                                       | nach Trier                                     | nach Trier                                     |
| Strecke mit Straßenbrücke | 1,9                                   | (B 51)                                         | (B 51)                                         |
| Abzweig geradeaus und von links |                                       | Saarbahn-Anschlussstelle mit Systemtrennstelle | Saarbahn-Anschlussstelle mit Systemtrennstelle |
| Abzweig geradeaus und von rechts |                                       | von Trier                                      | von Trier                                      |
| Brücke über Wasserlauf | 2,3                                   | Saar                                           | Saar                                           |
| Brücke | 2,5                                   | A 620                                          | A 620                                          |
| Abzweig geradeaus und nach rechts |                                       | nach Fürstenhausen                             | nach Fürstenhausen                             |
| Grenze | 5,3 51,4                              | Staatsgrenze Deutschland–Frankreich            | Staatsgrenze Deutschland–Frankreich            |
| ehemaliger Bahnhof | 49,8                                  | Stiring-Wendel                                 | 213 m                                          |
| Bahnhof | 47,2                                  | Forbach                                        | 220 m                                          |
| Abzweig geradeaus und von rechts |                                       | Grubenanschluss Petite-Rosselle                | Grubenanschluss Petite-Rosselle                |
| Strecke mit Straßenbrücke | 42,6                                  | N 3                                            | N 3                                            |
| Strecke mit Straßenbrücke |                                       | A 320                                          | A 320                                          |
| ehemaliger Bahnhof | 41,6                                  | Cocheren                                       | Cocheren                                       |
| Abzweig geradeaus und von links | 40,1                                  | von Sarreguemines                              | von Sarreguemines                              |
| Bahnhof | 38,9                                  | Béning (Beningen)                              | 213 m                                          |
| Abzweig geradeaus und nach rechts |                                       | nach Thionville und Bouzonville                | nach Thionville und Bouzonville                |
| Strecke mit Straßenbrücke | 38,1                                  | A 4                                            | A 4                                            |
| Brücke über Wasserlauf | 36,4                                  | Rossel (36 m)                                  | Rossel (36 m)                                  |
| Haltepunkt / Haltestelle | 34,5                                  | Hombourg-Haut (Oberhomburg)                    | 232 m                                          |
| Brücke über Wasserlauf | 34,4                                  | Rossel (16 m)                                  | Rossel (16 m)                                  |
| Brücke über Wasserlauf | 33,2                                  | Rossel (50 m)                                  | Rossel (50 m)                                  |
| Brücke über Wasserlauf | 32,6                                  | Rossel (13 m)                                  | Rossel (13 m)                                  |
| Bahnhof | 27,9                                  | Saint-Avold                                    | 262 m                                          |
| Bahnhof | 21,8                                  | Teting-sur-Nied (Tetlingen)                    | 250 m                                          |
| Abzweig geradeaus und ehemals von rechts |                                       | Grubenanschluss St-Avold                       | Grubenanschluss St-Avold                       |
| Bahnhof | 17,2                                  | Faulquemont (Falkenberg)                       | 252 m                                          |
| Brücke über Wasserlauf | 16,6                                  | Deutsche Nied (31 m)                           | Deutsche Nied (31 m)                           |
| ehemaliger Haltepunkt / Haltestelle | 12,1                                  | Mainvillers (Maiweiler)                        | 259 m                                          |
| Haltepunkt / Haltestelle | 6,8                                   | Herny (Herlingen)                              | 241 m                                          |
| Abzweig geradeaus und nach links | 5,7                                   | zur LGV Est européenne                         | zur LGV Est européenne                         |
| Brücke über Wasserlauf |                                       | Französische Nied (37 m)                       | Französische Nied (37 m)                       |
| Abzweig geradeaus und von links | 1,1                                   | von Sarrebourg                                 | von Sarrebourg                                 |
| Bahnhof | 0,0                                   | Rémilly (Remelach)                             | 223 m                                          |
| Strecke |                                       | nach Metz-Ville                                | nach Metz-Ville                                |

Die Forbacher Bahn ist die Verlängerung der aus Osten (genauer: Ludwigshafen) kommenden Pfälzischen Ludwigsbahn von Saarbrücken über die französische Grenze und die Stadt Forbach bis nach Rémilly im Département Moselle.

## Geschichte
Die Strecke der Pfälzischen Ludwigsbahn hatte 1848 Homburg, ein Jahr später die bayerisch-preußische Grenze bei Bexbach und 1850 schließlich Neunkirchen (Saar) erreicht. Am 15. November 1852 hatte man sich über Saarbrücken bis nach Forbach vorgearbeitet. Preußen betrieb den Ausbau der Eisenbahnstrecken nicht so schnell, wie es trotz topografischer Schwierigkeiten in der bayerischen Pfalz vorwärts gegangen war; in Berlin war man von der Wirtschaftlichkeit noch nicht überzeugt. Der von der Königlichen Direction der Saarbrücker Eisenbahn erbaute, 1858 in die Nahetalbahn einbezogene Abschnitt Bexbach–Forbach wurde so zur ersten Staatsbahn Preußens.
Die Strecke von Metz bis Forbach war bereits ein Jahr zuvor von den Chemins de fer de l’Est fertiggestellt worden. Heute ist der Abschnitt Saarbrücken–Forbach–Rémilly Teil der internationalen Verbindung Frankfurt (Main)–Kaiserslautern-Saarbrücken–Paris, die mit Hochgeschwindigkeitszügen befahren wird.

## Betrieb
Seit 2007 ist Forbach mit dem ICE bzw. dem TGV in 1 Stunde 40 Minuten von Paris aus erreichbar. Außerdem verkehren regelmäßig TER-Lorraine-Züge von Metz bzw. Forbach nach Saarbrücken. Eine Besonderheit ist, dass auf dem Teilstück Forbach–Saarbrücken Dieseltriebzüge des Typs X 73900 zum Einsatz kommen, obwohl die Strecke elektrifiziert ist. Auf dem Abschnitt Metz–Forbach werden Züge der Baureihen Z 24500 und Z 11500 eingesetzt.
Zwischen der Saarbahn-Anschlussstelle mit Systemtrennstelle (etwa bei Streckenkilometer 2,0) und der Ausfädelung der Strecke nach Fürstenhausen unweit der Grenze zwischen Deutschland und Frankreich verkehrte bis 2006 anlässlich der Saarmesse zwischen der Haltestelle Römerkastell, dem Saarbrücker Messebahnhof und dem Bahnhof Fürstenhausen die als Messelinie bezeichnete Linie S2 der Saarbahn (Stadtbahn Saarbrücken) auch über die Forbacher Bahn.
Die beiden wichtigsten Halte sind heute Forbach (Grenzbahnhof und Haltepunkt aller Züge, auch der meisten ICE-/TGV-Züge) und Béning (Umsteigeknoten zur Strecke nach Sarreguemines).
In Zukunft soll der Umsteigezwang in Forbach weitestgehend aufgehoben und der Einsatz von Dieselfahrzeugen auf der elektrifizierten Strecke beendet werden: Ab Dezember 2024 verkehrt eine Regionalzuglinie Metz – Forbach – Saarbrücken. Das Problem der unterschiedlichen Stromsysteme in Deutschland und Frankreich soll mit mehrsystemfähigen Fahrzeugen des Typs Alstom Coradia Polyvalent gelöst werden.

## Galerie

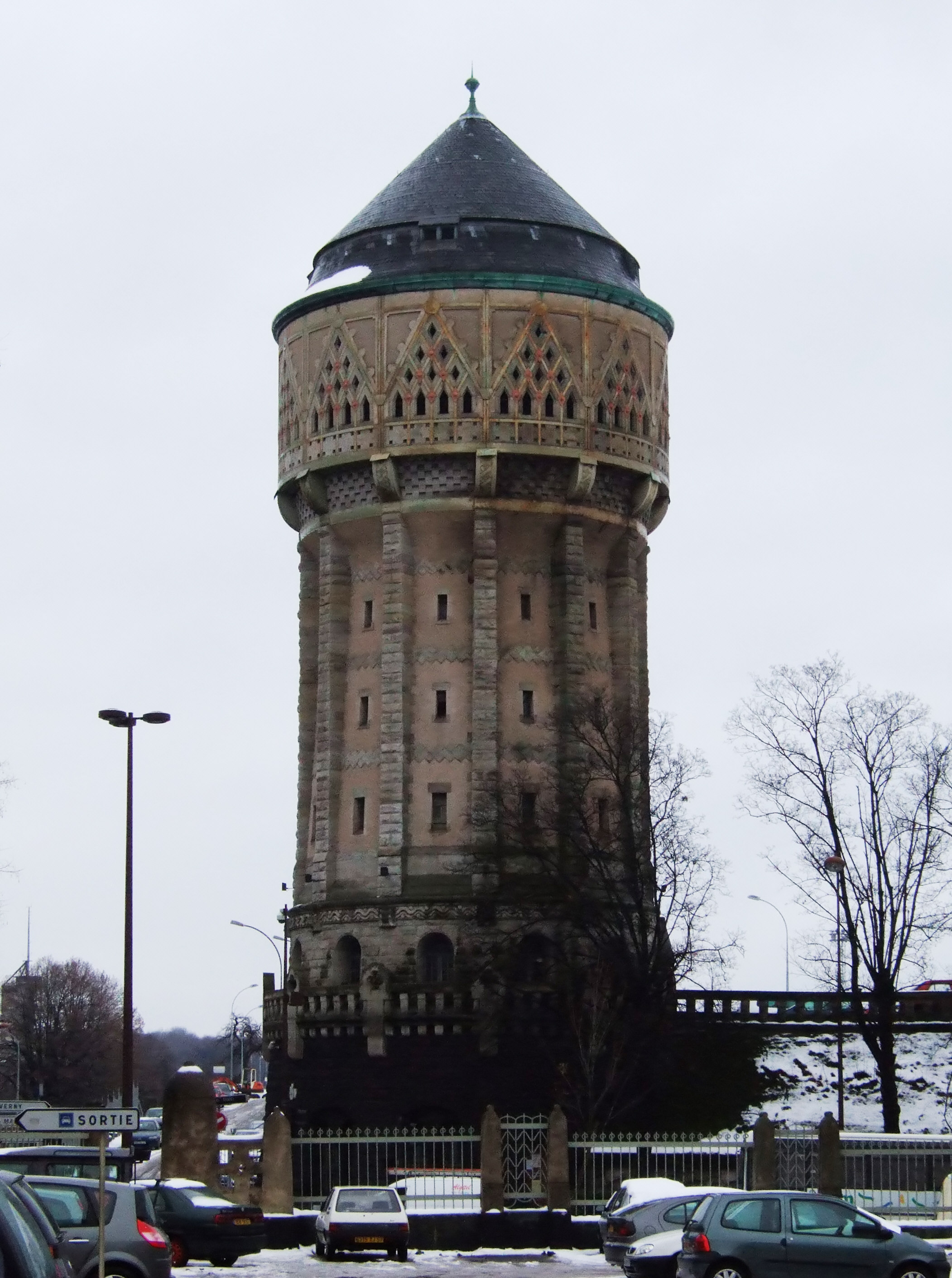
Historischer Wasserturm in Metz
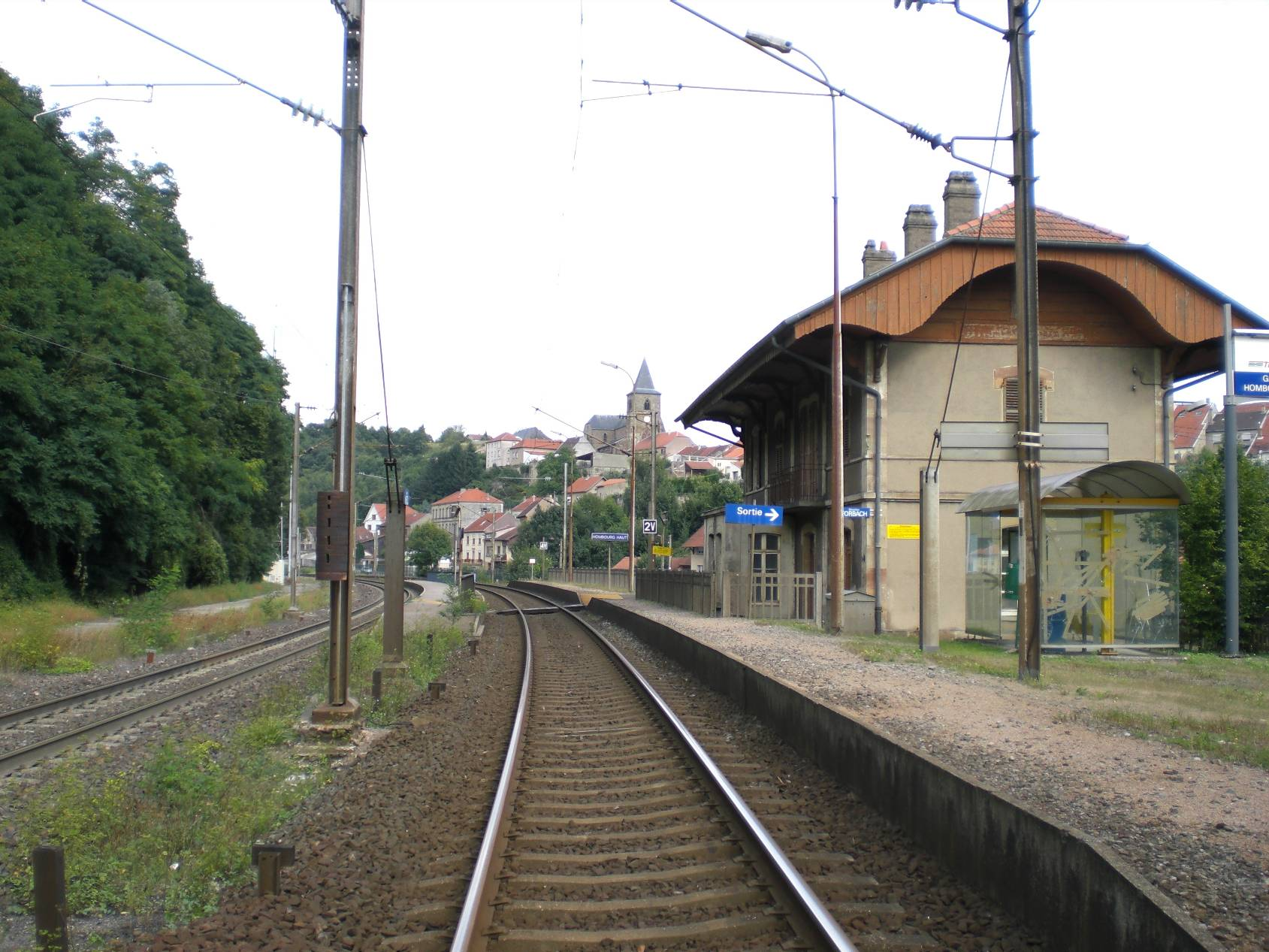
Bahnstation Hombourg-Haut, Blickrichtung Ost
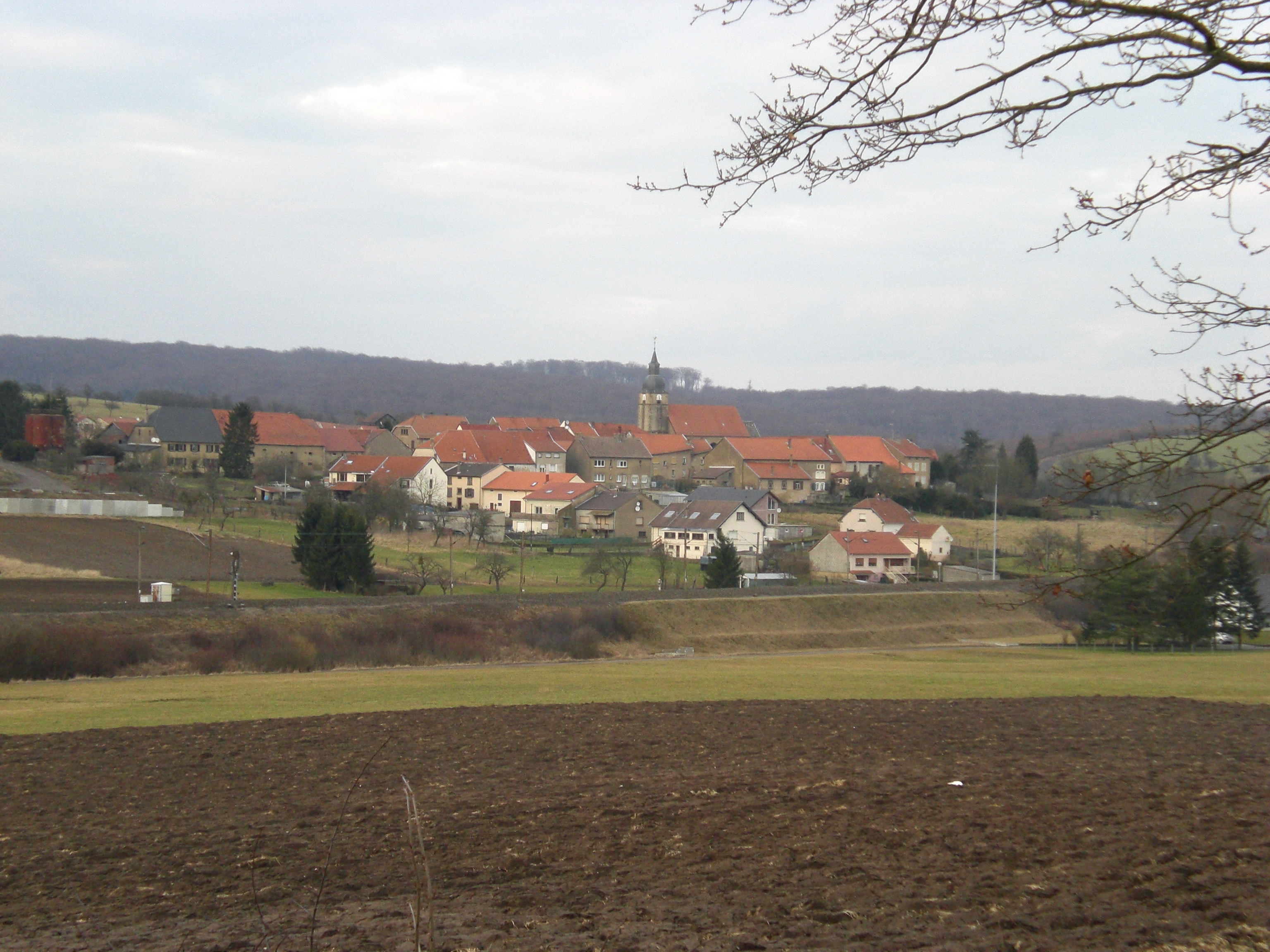
Strecke bei Ebersviller-la-Petite
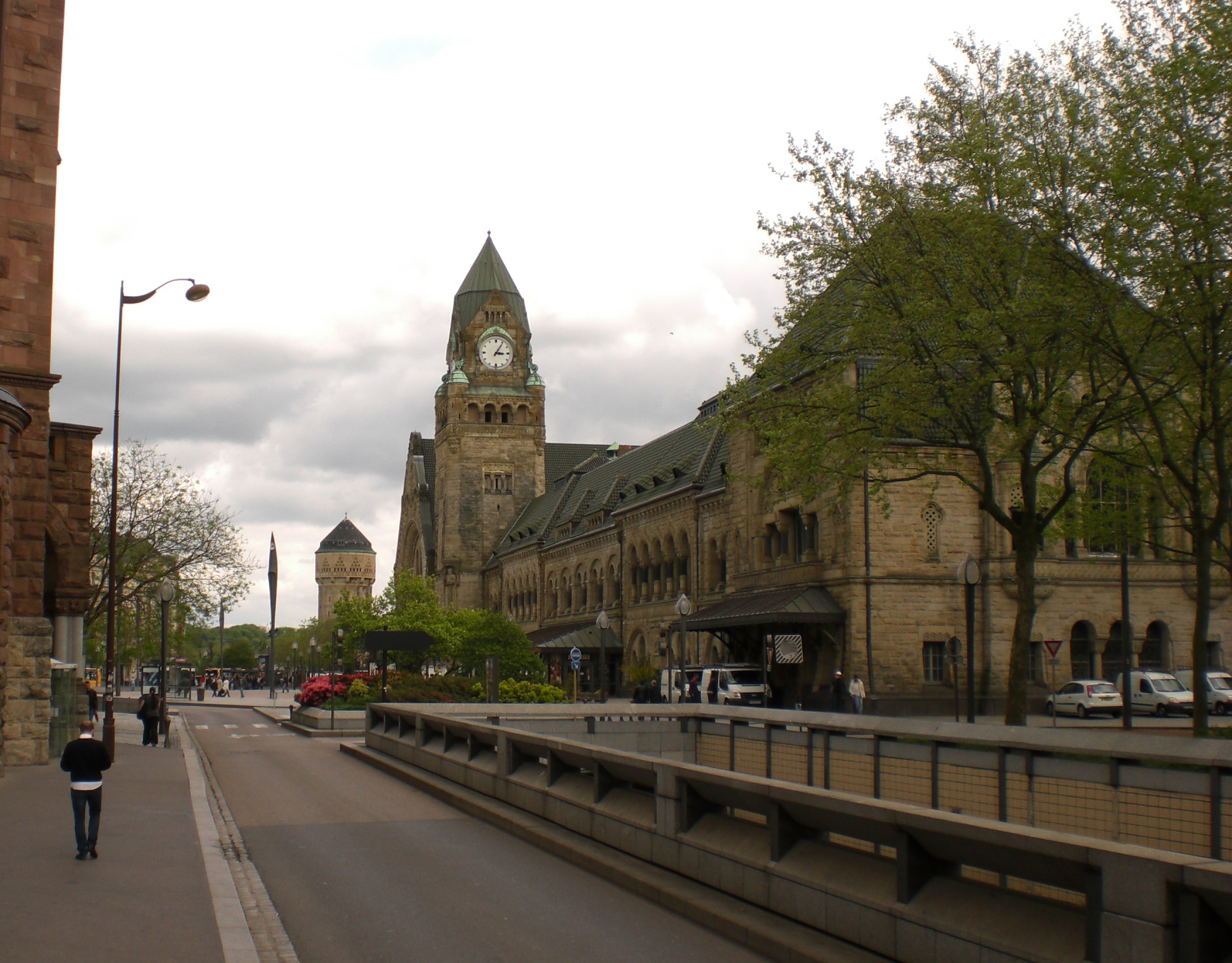
Metz Bahnhof mit Wasserturm im Hintergrund